# Énergie NB
Énergie NB (anglais : NB Power ; ou bilingue : Énergie NB Power) est une société de la Couronne de la province du Nouveau-Brunswick au Canada. Fondée en 1920, la société exerce le monopole du transport et de la distribution, en plus d'être le principal producteur d'électricité dans la province. En date de la fin de 2009, la société est organisée sous la forme d'une société de portefeuille regroupant quatre divisions, responsables de la production classique, de la production nucléaire, du transport, la quatrième étant responsable de la distribution et du service à la clientèle. Son siège social est établi à Fredericton.
Le réseau d'Énergie NB s'étend sur l'ensemble du territoire du Nouveau-Brunswick, à l'exception des réseaux de distribution des villes de Saint-Jean, d'Edmundston et de Perth-Andover, qui sont desservis par les distributeurs municipaux Saint John Energy, Énergie Edmundston et Perth-Andover Electric Light Commission. Énergie NB fournit également 96 % de l'électricité consommée à l'Île-du-Prince-Édouard. Elle échange aussi de l'électricité avec les réseaux voisins de la Nouvelle-Angleterre, de la Nouvelle-Écosse et du Québec.
En octobre 2009, le Québec et le Nouveau-Brunswick, signent une entente de principe qui prévoit la vente de la plupart des actifs d'Énergie NB à Hydro-Québec pour la somme de 4,75 milliards de dollars. L'entente controversée est toutefois abandonnée cinq mois plus tard.

## Historique
Le développement de l'industrie électrique au Nouveau-Brunswick démarre dès les années 1880 avec la mise en place de petites centrales électriques privées dans les régions de Saint-Jean, Fredericton et Moncton. Au cours des 30 années suivantes, d'autres villes sont successivement électrifiées tant et si bien qu'en 1918 plus de 20 entreprises font le commerce de l'électricité, sans aucun standard, tant au niveau du service que des prix. Ainsi, à Saint-Jean, les tarifs fluctuaient de 7,5 à 15 cents le kilowatt-heure, en fonction de l'endroit et de la consommation mensuelle.
Reconnaissant le rôle important que l'électricité était appelée à jouer dans le développement économique, le premier ministre du Nouveau-Brunswick, Walter E. Foster propose la création d'une société électrique de juridiction provinciale. L'Assemblée législative adopte un projet de loi en ce sens. La Commission d'énergie électrique du Nouveau-Brunswick est créée le 24 avril 1920. Immédiatement, la commission, sous la direction de son premier président, C.W. Robinson, lance la construction de la centrale hydroélectrique de Musquash, un projet de 2 millions de dollars afin d'alimenter des charges dans les régions de Saint-Jean, Sussex et Moncton à l'aide d'une ligne à haute tension de 88 milles (142 km). Terminé dans les délais, en 1922, le nouveau barrage de terre ne résiste pas à la crue printanière et s'écroule l'année suivante.
L'accident provoque une perte de confiance envers la nouvelle commission et la construction d'une installation plus importante à Grand-Sault, sur le fleuve Saint-Jean, sera entreprise à compter de 1926 par une filiale de l'International Paper Company. La centrale de Grand-Sault sera complétée en 1930. Au cours de cette période, la demande d'électricité augmente et d'autres installations de production sont requises afin d'alimenter la province. La commission décide de profiter des ressources houillères de la région de Minto et construit une centrale près des mines, la centrale de Grand Lake, qui sera mise en service en 1931, puis agrandie cinq ans plus tard.

### Croissance de la demande

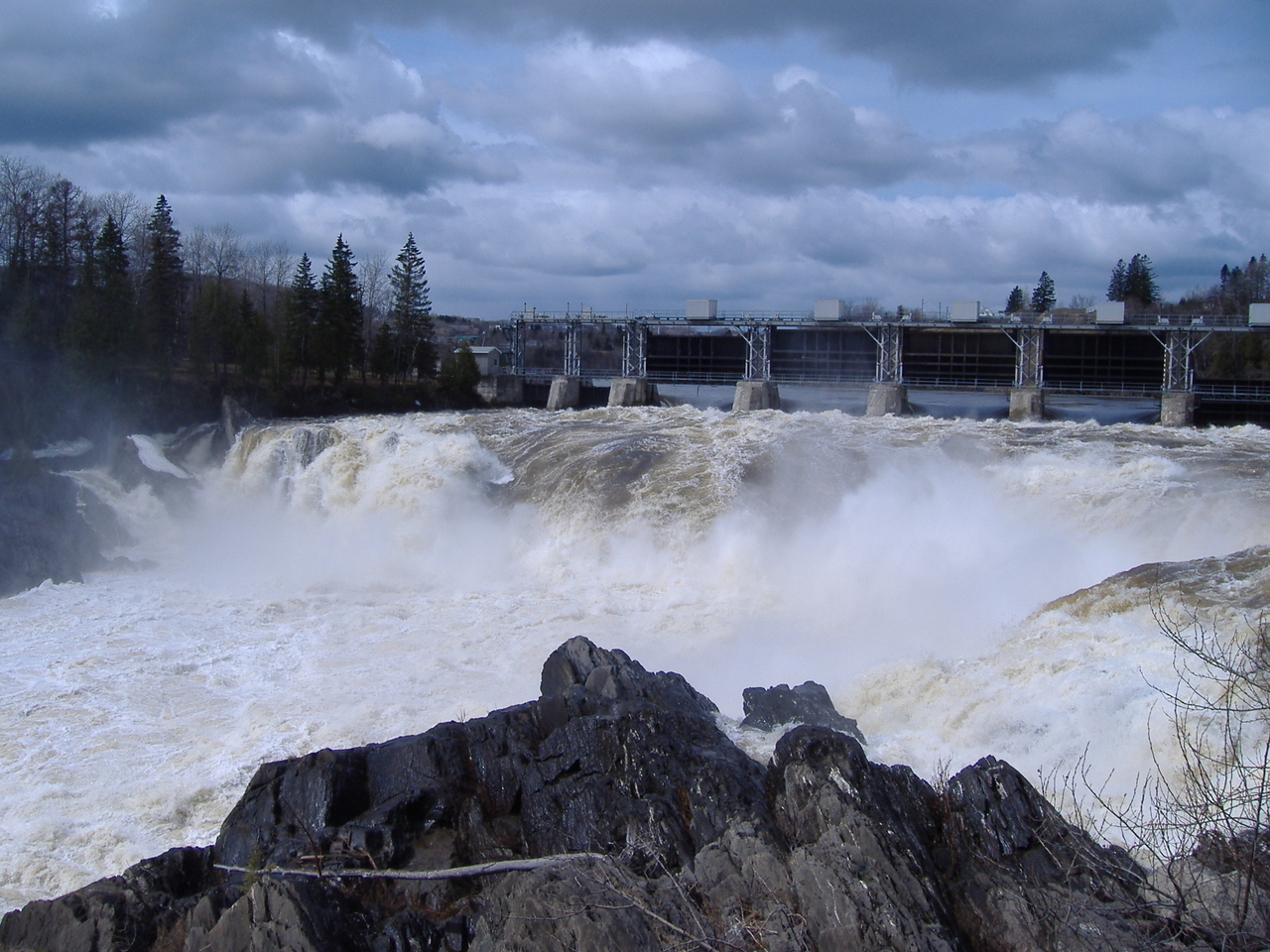
L'évacuateur de crue de la centrale de Grand-Sault, lors de la crue printanière du fleuve Saint-Jean.

La Seconde Guerre mondiale entraîne une augmentation de la consommation d'électricité. Cette croissance des besoins entraîne des mesures de rationnement à la fin des années 1940. La société se lance dans la construction de deux barrages, Tobique, inauguré en 1953 et Beechwood, dont la construction a été finalisée deux ans plus tard. La Commission fait aussi l'achat de la centrale de Grand-Sault en 1959 et met en chantier la plus grande centrale hydroélectrique de la province, la centrale de Mactaquac, dont les trois premières tranches sont mies en service en 1968.
Les nouveaux développements hydroélectriques s'avèrent toutefois insuffisants à combler le déséquilibre entre l'offre et la demande d'électricité, qui s'accroît au rythme de 12 % par année entre 1960 et 1975. Pour faire face à cette croissance explosive des besoins, la Commission lance la construction d'une centrale au mazout lourd à Courtenay Bay, près du chantier naval de Saint-Jean en 1959. Une première turbine de 50 MW est mise en route l'année suivante, à laquelle s'ajoutent deux autres groupes, en 1965 et 1966. Pour desservir les besoins du nord de la province, une autre centrale au mazout, d'une capacité initiale de 100 MW est construite à Dalhousie. La centrale est mise en exploitation à compter de 1969.
La signature d'une série d'ententes avec des distributeurs de la Nouvelle-Angleterre permet à la société d'entreprendre la construction de sa plus puissante centrale. Munie de trois unités de 335 MW, la centrale au mazout lourd de Coleson Cove est construite à compter de 1972 et sera complétée en janvier 1977. Cependant, le contexte énergétique est moins favorable aux centrales thermiques classiques depuis le choc pétrolier de 1973. La hausse des prix du pétrole, dont le prix est passé de 3 à 37 dollars le baril entre 1973 et 1982, force l'entreprise à étudier d'autres options.

### Pointe Lepreau
La construction d'une centrale nucléaire au Nouveau-Brunswick a été discutée depuis la fin des années 1950. Pendant plus de 15 ans, des ingénieurs de la Commission visitent les laboratoires de Chalk River pour se tenir au courant des plus récentes tendances dans le domaine, mais des pourparlers formels ne débutent qu'en 1972. Les discussions entre les représentants du premier ministre Richard Hatfield et EACL s'accélèrent l'année suivante en raison du premier choc pétrolier, la province voulant s'assurer une source d'électricité aux prix moins volatils que le pétrole. Toutefois, le financement du projet pose problème. 
L'annonce par le gouvernement fédéral d'un programme de prêt couvrant la moitié des coûts d'une première centrale nucléaire dans une province, en janvier 1974, lève le dernier obstacle à la construction de la centrale nucléaire de la Pointe Lepreau, située à une vingtaine de kilomètres à l'ouest de Saint-Jean. Le 5 février 1974, Hatfield annonce sa décision de construire la centrale et laisse planer la possibilité d'en construire une deuxième dans le futur. Le 2 mai 1975, la Commission canadienne de l'énergie atomique autorise la construction de deux tranches de 640 MW(e) sur un site qui peut accueillir quatre réacteurs. 
Des relations de travail tendues sur le chantier, des problèmes de design ainsi que la hausse vertigineuse des coûts de construction feront exploser le budget prévu. Le coût du premier réacteur CANDU-6 au monde, estimé à 466 millions de dollars en 1974 a triplé durant la construction, passant à 1,4 milliard de dollars lors de la mise en service commercial, le 1er février 1983.

## Activités

### Centrales électriques

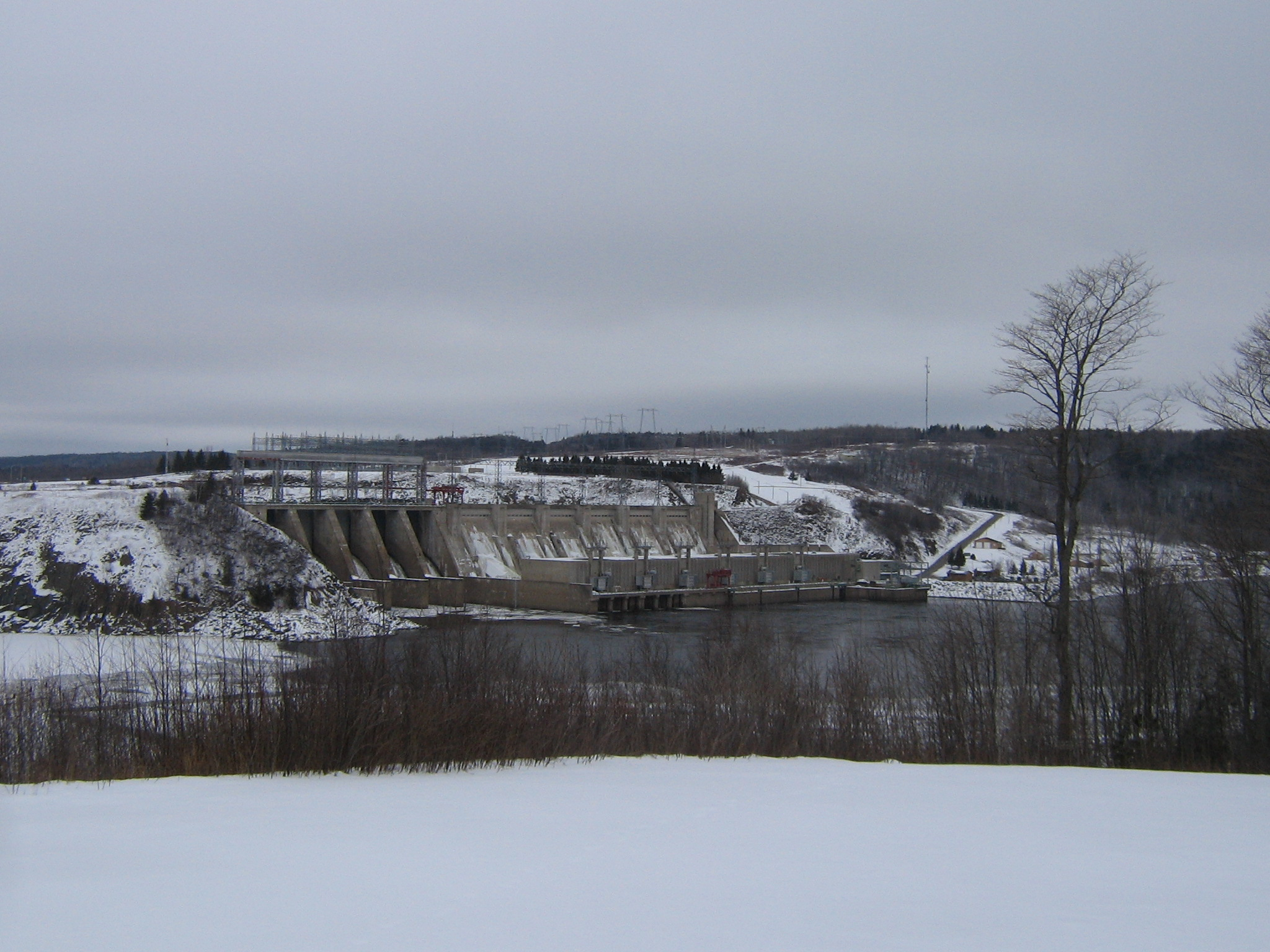
La centrale et le barrage de Mactaquac, en amont de Fredericton.

Le parc de production d'Énergie NB est constitué de 16 centrales, d'une puissance installée totale de 3 297 MW en 2008. Le parc utilise une variété de sources énergétiques, dont l'hydroélectricité, l'énergie nucléaire, le mazout lourd et le charbon. Selon l'analyste en énergie Tom Adams, Énergie NB est l'entreprise électrique nord-américaine dont la production est la plus dépendante du pétrole.
Les principales installations de production sont réparties à travers la province et en particulier dans la région de Saint-Jean, qui compte pour la moitié de la production avec les centrales thermiques de Coleson Cove (972 MW) et de Courtenay Bay (113 MW), ainsi que la centrale nucléaire de Point Lepreau. 
La centrale, dont la réfection a été chaudement débattue au cours de la première moitié des années 2000, a été décidée par le gouvernement du premier ministre Bernard Lord en juillet 2005. Le contrat dont le coût a été fixé à 1,4 milliard de dollars a été accordé à Énergie atomique du Canada. Les travaux de réfection majeure ont débuté en avril 2008 et devaient durer 18 mois. Cependant, en raison d'une série de retards provoqués par de l'outillage robotisé devant retirer les tubes de pression, la réouverture est d'abord reportée de trois mois en janvier 2009, puis de quatre mois supplémentaires en juillet de la même année. En octobre 2009, le ministre de l'Énergie du Nouveau-Brunswick, Jack Keir, indique que la réouverture de la centrale est maintenant prévue en février 2011.

En juillet 2010, le gouvernement de Shawn Graham annonce la construction possible d'une deuxième centrale nucléaire sur le site de Point Lepreau, en collaboration avec le constructeur français Areva. Cependant, l'élection d'un gouvernement conservateur dirigé par David Alward en septembre 2010 remet en cause l'avenir de cette entente.
Le nord du Nouveau-Brunswick est desservi principalement par la centrale au mazout de Dalhousie (300 MW) et la centrale au charbon de Belledune (458 MW). Ces deux installations sont les deux principales sources de gaz à effet de serre du parc de production de la société. En 2007, la centrale de Belledune a émis 2,94 millions de tonnes de CO2 alors que celle de Dalhousie était responsable de 1,69 million de tonnes.
Les principales installations hydroélectriques ont été installées sur le fleuve Saint-Jean. La centrale de Mactaquac (672 MW), construite à une vingtaine de kilomètres en amont de la capitale Fredericton, a été construite au coût de 128 millions $ entre 1965 et 1968. Depuis sa construction, cette centrale a connu beaucoup de difficulté en raison d'une alcali-réaction du béton de la structure qui provoque l'apparition de fissures. Le problème, qui est connu depuis les années 1970, pourrait réduire la durée de vie de l'ouvrage de moitié et entraîner la fermeture de la centrale d'ici 2013, selon le rapport d'un consultant commandé en 2000 par Énergie NB.
Selon un rapport préparé en 2005 par l'exploitant du réseau du Nouveau-Brunswick, la province dispose de certains avantages au niveau de la production d'électricité. La présence de zones côtières permet par exemple d'installer de nouvelles centrales thermiques, qui nécessitent des sources d'eau de refroidissement et la proximité de réseaux voisins qui permettent la vente et l'achat d'électricité. Le rapport note cependant que le Nouveau-Brunswick ne dispose pas de sources de combustibles appropriées sur son territoire et que les installations de production électrique au Nouveau-Brunswick souffrent d'une grande dépendance aux combustibles importés « qui peuvent être sujets à des problèmes d'approvisionnement, une grande variabilité des prix et qui doivent répondre à des normes élevées d'émissions atmosphériques ».
| Centrale         | Type                            | Puissance installée (MW) | Mise en service | Commentaire                                                                        |
| ---------------- | ------------------------------- | ------------------------ | --------------- | ---------------------------------------------------------------------------------- |
| Coleson Cove     | Mazout lourd et coke de pétrole | 972                      | 1976            |                                                                                    |
| Mactaquac        | Hydroélectrique                 | 672                      | 1968            |                                                                                    |
| Point Lepreau    | Nucléaire                       | 635                      | 1983            | En réfection majeure depuis avril 2008. La réouverture est prévue en février 2011. |
| Belledune        | Charbon                         | 458                      | 1993            |                                                                                    |
| Millbank         | Turbine à combustion            | 399                      | 1991            |                                                                                    |
| Dalhousie        | Mazout lourd                    | 300                      | 1969            | Fermeture prévue en 2010                                                           |
| Beechwood        | Hydroélectrique                 | 113                      | 1957            |                                                                                    |
| Courtenay Bay    | Mazout lourd                    | 110                      | 1961            |                                                                                    |
| Sainte-Rose      | Turbine à combustion            | 100                      | 1991            |                                                                                    |
| Grand-Sault      | Hydroélectrique                 | 66                       | 1928            |                                                                                    |
| Grand Lake       | Charbon                         | 57                       | 1952            | Fermeture prévue en juin 2010,                                                     |
| Grand Manan      | Turbine à combustion            | 27                       | 1989            |                                                                                    |
| Tobique          | Hydroélectrique                 | 20                       | 1953            |                                                                                    |
| Nepisiguit Falls | Hydroélectrique                 | 11                       | 1921            | Achetée par Énergie NB en juin 2007                                                |
| Sisson           | Hydroélectrique                 | 9                        | 1965            |                                                                                    |
| Milltown         | Hydroélectrique                 | 4                        | 1911            |                                                                                    |

### Transport de l'électricité

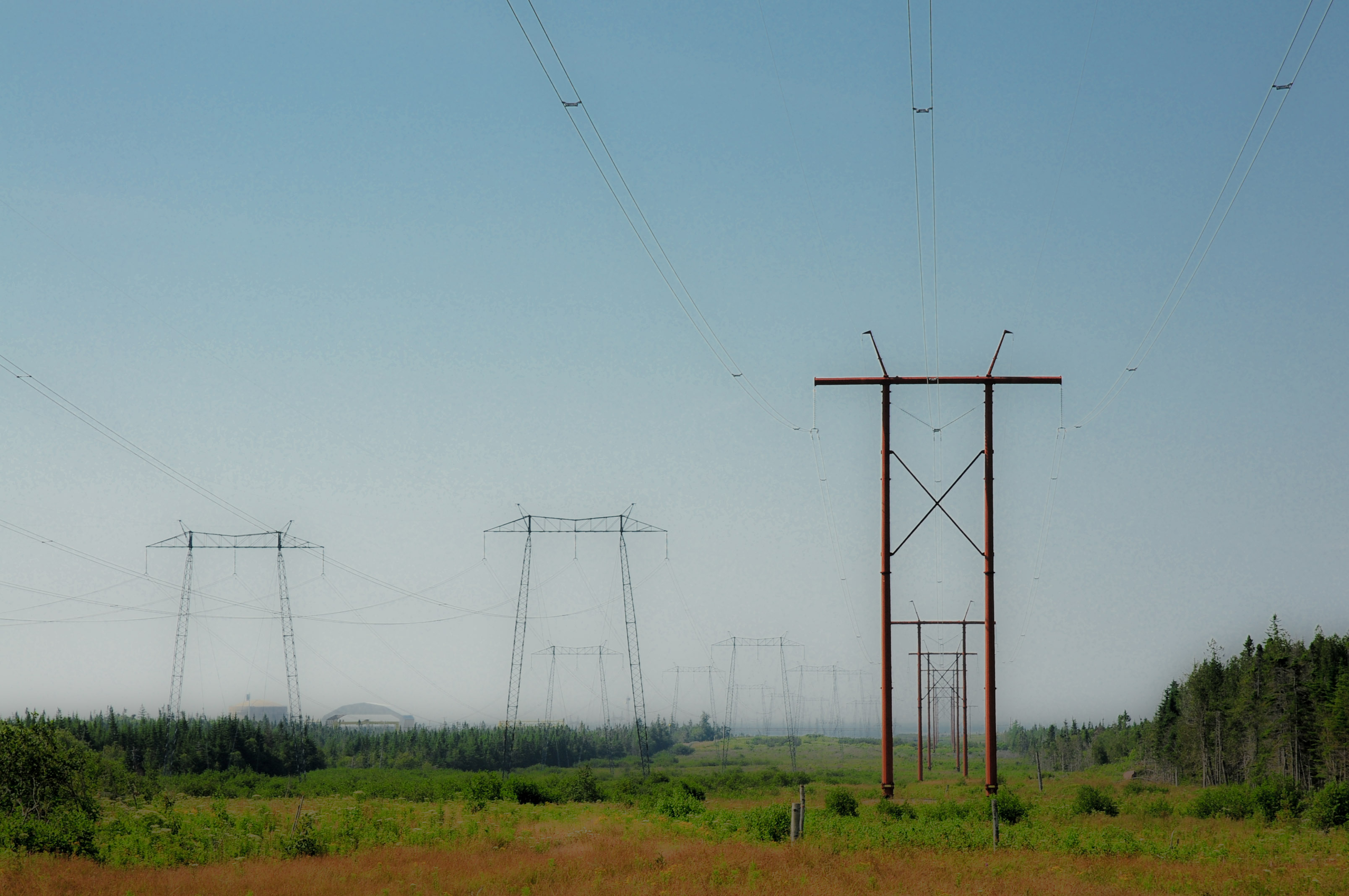
Les lignes de transport d'électricité à proximité de la centrale nucléaire de Point Lepreau, dans le sud-ouest du Nouveau-Brunswick.

Le réseau de transport d'électricité d'Énergie NB est constitué de 6 801 km de lignes à haute tension de 345, 230 et 138 kilovolt. Elle exploite des interconnexions avec les réseaux d'Hydro-Québec, de Nova Scotia Power, de Maritime Electric à l'Île-du-Prince-Édouard et avec le réseau de transport d'électricité de la Nouvelle-Angleterre. Le réseau est exploité par la division Transport d'Énergie NB, pour le compte de l'Exploitant de réseau du Nouveau-Brunswick, un organisme sans but lucratif qui voit à l'application des règles de fiabilité continentales et facilite l'organisation d'un marché concurrentiel de l'électricité dans la province et son intégration dans le réseau nord-américain.
Le réseau principal d'électricité est constitué de segments à 345 kilovolts reliés entre eux en boucle. Les principaux postes de transformation sont situés à Edmundston, Saint-André, Eel River, Bathurst, Newcastle, Salisbury, Norton et Keswick. Ces deux derniers postes sont reliés aux grandes centrales de la région de Saint-Jean par une série de lignes principales.
En raison du caractère asynchrone du réseau de transport d'électricité de l'interconnexion du Québec, les postes d'interconnexion entre le Québec et le Nouveau-Brunswick sont dotés de convertisseurs à haute tension en courant continu. Le premier convertisseur, d'une capacité de  350 MW est installé en 1972 à Eel River, dans le comté de Restigouche, alors que le second, de 435 MW, est mis en service au poste Madawaska en 1985. L'électricité importée du Québec par les quatre lignes de transport — deux lignes à 315 kilovolts entre les postes Madawaska et Edmundston et deux lignes à 230 kilovolts entre les postes Matapédia et Eel River  — peuvent également alimenter des îlots de charge temporairement intégrés au réseau du Québec, ce qui permet de porter la capacité d'importation du Nouveau-Brunswick à 1 080 MW. En raison de la configuration particulière de cette interconnexion, la capacité d'exportation vers le Québec est limitée à 785 MW .

### Mine de charbon
Depuis 1986, Énergie NB possède une filiale, NB Coal, qui exploite une mine de charbon à Minto. L'entreprise extrait 150 000 tonnes de charbon par année, qui sert à alimenter la centrale de Grand Lake. Le 30 septembre 2009, la société a annoncé la fermeture la fin des activités de la mine et de son seul client, la centrale de Grand Lake, de 57 MW, a été construite en 1963. La fin des activités a entraîné le redéploiement de 38 employés permanents à la centrale et la mise à pied des 57 ouvriers de la mine. La direction de l'entreprise explique la fin des opérations dans la région, après plus de 75 ans de présence, par la vétusté de l'usine et la nécessité d'y investir des sommes substantielles afin de se conformer à la réglementation sur la réduction de SO2.

## Organisation et performance financière

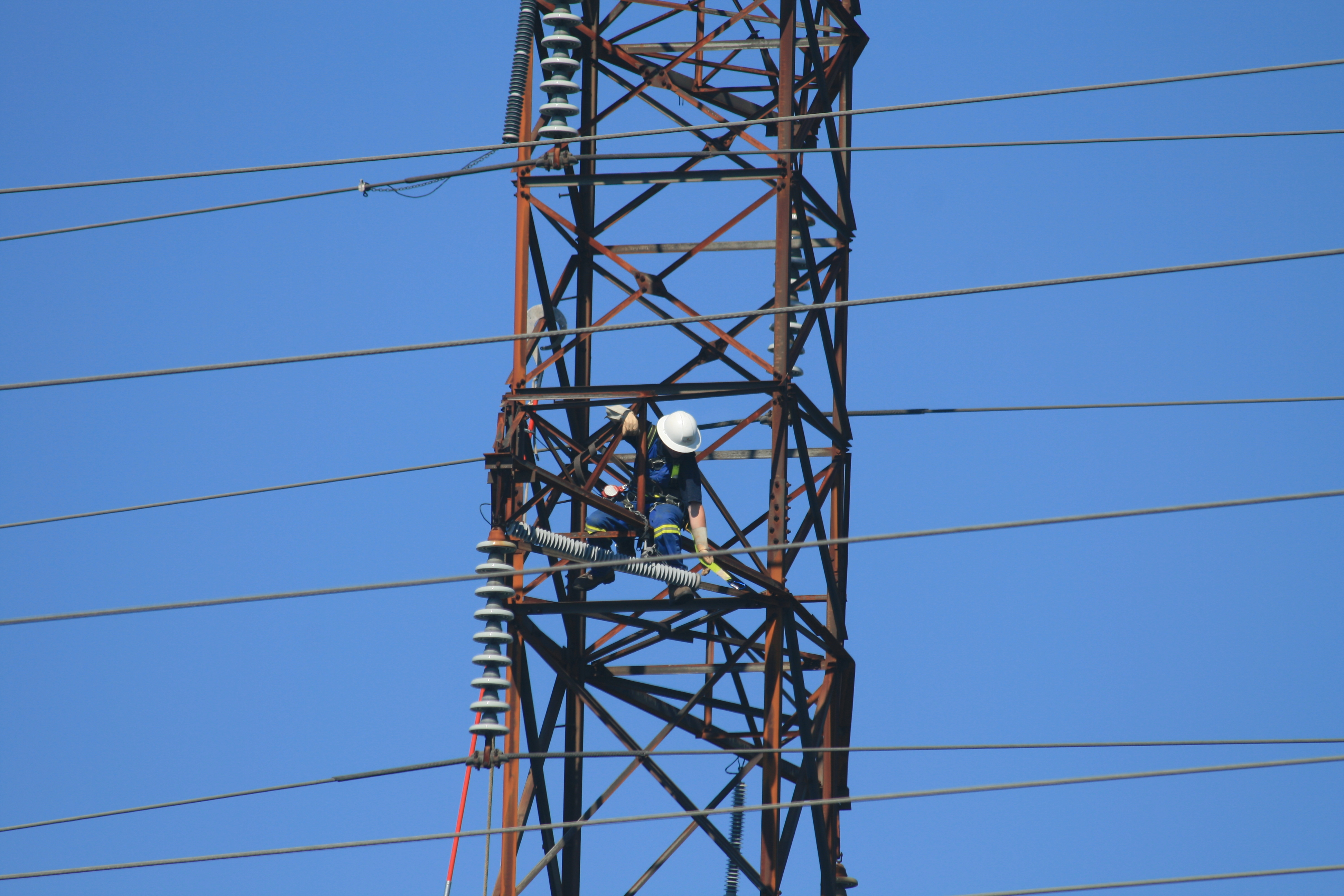
Un employé d'Énergie NB procède à l'entretien d'une ligne de transport d'électricité à Saint-Jean.

L'avenir d'Énergie NB a préoccupé plusieurs gouvernements au cours des 15 dernières années. Le gouvernement libéral de Raymond Frenette a publié un document de consultation en février 1998 afin de trouver des solutions pour assurer la pérennité d'Énergie NB au XXIe siècle.
Peu après son arrivée au pouvoir en 1999, le gouvernement conservateur de  Bernard Lord a commandé une évaluation des perspectives d'avenir de la société à la Banque Toronto-Dominion. L'étude, dont les conclusions ont été rendues publiques 10 ans plus tard, propose quatre alternatives pour assurer l'avenir de la société : le statu quo, la vente à un acheteur stratégique, la privatisation par une introduction en Bourse ou la réorganisation fonctionnelle. Selon l'analyse, la valeur de l'entreprise se situait à l'époque entre 3,6 et 4,5 milliards de dollars. 
Entre 2001 et 2004, le gouvernement Lord a versé 3,2 millions de dollars pour retenir les services de CIBC World Markets et de Salomon Smith Barney afin d'évaluer la valeur marchande des centrales de Point Lepreau et de Coleson Cove, en vue de leur vente éventuelle. Les études, connues sous les noms de code Cartwheel et Lighthouse, ont évalué la valeur de ces actifs à environ 4,1 milliards de dollars.

### Restructuration
Le gouvernement Lord a finalement réorganisé l'entreprise afin d'en séparer ses différentes composantes. En vertu d'amendements à la Loi sur l'électricité adoptés en 2003, les activités d'Énergie NB ont été segmentées en quatre divisions. La loi maintient le monopole de la société sur les activités de distribution et de service à la clientèle, de transport de l'électricité et de production d'énergie nucléaire, mais ouvre la porte à la concurrence dans le secteur de la production d'électricité.
La réorganisation créée également la Corporation financière de l'électricité du Nouveau-Brunswick, qui est chargée de gérer et de payer la dette assumée par la province avec des paiements de dividendes et de taxes qui doivent être payées par les différentes filiales.
Les membres actuels du Conseil d'administration de l'Énergie NB sont: Lisa Bastarache, Norm Betts, Graham Brown, Derek Burney, Lino Celeste, Bernard Cyr, Eloi Duguay, Leon Furlong, David Hay, Susan Hicks, Shirley Mears et Jean-Marc Violette.

### Rendement financier
|                            | 2009  | 2008  | 2007  | 2006  | 2005  | 2004  | 2003  | 2002  | 2001  | 2000  | 1999  | 1998  |
| -------------------------- | ----- | ----- | ----- | ----- | ----- | ----- | ----- | ----- | ----- | ----- | ----- | ----- |
| Chiffre d'affaires         | 1 453 | 1 712 | 1 512 | 1 585 | 1 403 | 1 311 | 1 273 | 1 319 | 1 309 | 1 248 | 1 204 | 1 140 |
| Bénéfice net (perte nette) | 70    | 89    | 21    | 96    | 9     | (18)  | (77)  | 20    | (78)  | 66    | (466) | (31)  |
| Dividendes déclarés        | 13    | 11    | 10    | 12    | 5     | 0     | 0     | 0     | 0     | 0     | 0     | 0     |
| Actif total                | 5 190 | 4 686 | 4 151 | 3 969 | 3 874 | 3 729 | 3 387 | 3 236 | 3 298 | 3 359 | 3 512 | 4 086 |
| Dette à long terme         | 3 051 | 2 891 | 2 869 | 2 655 | 2 459 | 2 814 | 2 612 | 2 171 | 2 624 | 2 578 | 2 945 | 3 175 |
| Capitaux propres (Déficit) | 305   | 351   | 231   | 220   | 136   | (195) | (177) | (144) | (164) | (86)  | (152) | 314   |

### Vente avortée à Hydro-Québec
Le 29 octobre 2009, le premier ministre du Nouveau-Brunswick, Shawn Graham, signe un protocole d'entente avec son homologue québécois, Jean Charest, qui prévoyait la vente de la plupart des actifs d'Énergie NB à Hydro-Québec pour la somme de 4,75 milliards CAD. En vertu de l'entente, Hydro-Québec obtient le monopole du transport et de la distribution d'électricité au Nouveau-Brunswick à l'exception de trois réseaux municipaux, situés à Edmundston, Saint-Jean et Perth-Andover. La première entente est intervenue après des négociations qui ont duré 9 mois et qui ont été entreprises à la demande du Nouveau-Brunsiwck.
La transaction initiale comprenait aussi l'achat de la centrale nucléaire de Point Lepreau, de 7 centrales hydroélectriques et des turbines à combustion utilisées en période de pointe, mais exclut spécifiquement les centrales thermiques de Dalhousie, Belledune et Coleson Cove, qui seront graduellement retirées du service. L'entente prévoit également une réduction des tarifs industriels d'électricité, afin de les ramener au même niveau que ceux du Québec, ainsi qu'un gel de cinq ans des tarifs d'électricité pour les clients résidentiels et commerciaux. 

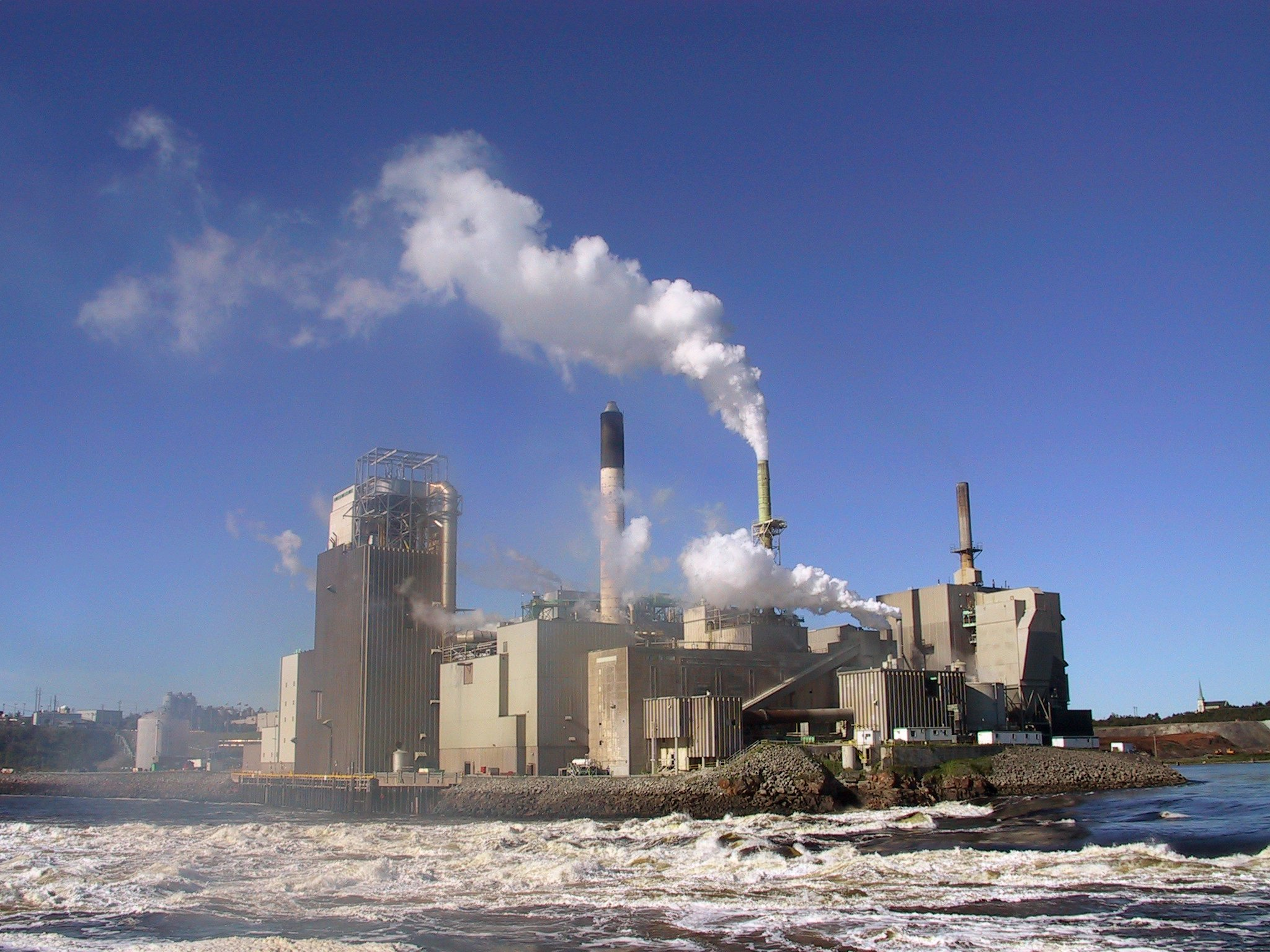
Les usines de pâte à papier, comme celle de J.D. Irving à Saint-Jean, comptent parmi les principaux clients d'Énergie NB.

La presse, tant au Nouveau-Brunswick qu'au Québec, a accueilli positivement l'entente de principe entre les deux gouvernements. Les trois quotidiens anglophones du groupe Brunswick News, propriété de la famille Irving, ont salué la vente, le quotidien provincial Telegraph-Journal la présentant comme « l'affaire du siècle » et la comparant même à l'équivalent contemporain du rapport Byrne, qui est à l'origine du programme de Chances égales du gouvernement de Louis J. Robichaud. Toutefois, la signature de l'entente de principe a donné lieu à une vive controverse dans l'opinion publique néo-brunswickoise au cours de l'automne 2009. Les milieux d'affaires se prononcent très largement en faveur de l'entente,, mais les autres réactions à la signature ont été beaucoup plus négatives. 
Un sondage Léger Marketing mené pour les quotidiens du groupe Quebecor Media à la mi-novembre 2009 indique que 60 % des Néo-Brunswickois interrogés s'opposent à la transaction proposée, contre seulement 22 % qui se déclarent en faveur. La situation est inversée au Québec, où 55 % des Québécois interrogés appuient l'achat d'Énergie NB par l'entreprise d'électricité québécoise, contre 14 % qui s'y opposent,.

### Deuxième entente
Après deux mois de controverses et des informations selon lesquelles cinq députés libéraux, dont trois ministres, étaient opposés à l'entente initiale ont amené le ministre des Finances, Greg Byrne, à annoncer le 18 janvier 2010, la conclusion d'une nouvelle ronde de négociations entre les représentants du Nouveau-Brunswick et du Québec.
Deux jours plus tard, le Nouveau-Brunswick annonce un nouvel accord qui réduit la portée de l'entente initiale. Hydro-Québec ferait l'acquisition des sept centrales hydroélectriques (895 MW), des centrales d'appoint au diesel de Millbank (400 MW) et de Sainte-Rose (100 MW) et de la centrale nucléaire de la Pointe Lepreau (635 MW), à la fin de sa réfection, pour la somme de 3,2 milliards de dollars.
L'entente prévoit que les divisions de transport et de distribution d'Énergie NB resteront la propriété du Nouveau-Brunswick, qui conclurait une entente d'approvisionnement à long terme. En vertu de ce contrat d'approvisionnement, la société d'État québécoise fournirait un volume maximal de 14 térawatts-heures d'électricité à 7,35 cents le kilowatt-heure, permettant de maintenir le gel des tarifs résidentiels et commerciaux pendant cinq ans. Les industries de taille moyenne verront leurs tarifs réduits de 15 % alors que les grandes entreprises consommatrices bénéficieraient d'une baisse de 23 %, plutôt que de 30 % en vertu de l'entente initiale. Le tarif de gros contenu dans le contrat serait maintenu pendant cinq ans puis indexé en fonction d'indice des prix à la consommation du Nouveau-Brunswick.

## Tarifs et clientèle

### Le marché du Nouveau-Brunswick
|                           | Nombre d'abonnés | Nombre d'abonnés | Ventes (GWh) | Ventes (GWh) | Produits (M CAD) | Produits (M CAD) | Consommation moyenne (kWh) | Consommation moyenne (kWh) |
| 2008-2009                 | 2007-2008        | 2008-2009        | 2007-2008    | 2008-2009    | 2007-2008        | 2008-2009        | 2007-2008                  |                            |
| ------------------------- | ---------------- | ---------------- | ------------ | ------------ | ---------------- | ---------------- | -------------------------- | -------------------------- |
| Domestique                | 309 623          | 306 383          | 5 036        | 5 010        | 539              | 519              | 16 265                     | 16 352                     |
| Général et institutionnel | 24 984           | 24 798           | 2 372        | 2 369        | 250              | 248              | 94 941                     | 95 325                     |
| Industriel                | 1 904            | 1 915            | 4 362        | 5 589        | 307              | 362              | 2 290 966                  | 2 918 538                  |
| Autres                    | 2 486            | 2 417            | 75           | 75           | 25               | 14               | 30 169                     | 31 030                     |
| Clients indirects         | 41 685           | 41 451           | 1 207        | 1 207        | 98               | 94               | 28 955                     | 29 119                     |
| Total                     | 380 682          | 376 964          | 13 052       | 14 250       | 1 219            | 1 237            |                            |                            |

Les tarifs d'Énergie NB ont augmenté de 26,8 % entre 2004 et 2009.

Le 31 mars 2008, Énergie NB comptait 376 964 clients directs et indirects regroupés en trois grandes catégories : résidentiel et agricole, commercial et institutionnel et industriel. La catégorie Autres regroupe notamment les systèmes d'éclairage public et Clients indirects indique les ventes aux réseaux municipaux d'Edmudston, Saint-Jean et Perth-Andover.
Les tarifs de distribution sont approuvés par la Commission de l'énergie et des services publics du Nouveau-Brunswick. En vertu de la Loi sur l'électricité, la Commission doit tenir des audiences publiques pour toute augmentation de tarifs supérieure au plus élevé des taux suivants : 3 % ou l'indice des prix à la consommation.
La tarification est basée sur les coûts de fourniture du service, qui incluent les coûts d'approvisionnement en électricité et les coûts des combustibles qui y sont associés, le coût de transport de l'électricité, les dépenses d'exploitation, d'entretien et d'administration, l'amortissement sur les immobilisations, une provision pour l'entretien des installations, la croissance de la clientèle. 
Les tarifs sont uniformes sur l'ensemble du territoire desservi par la division Distribution et Service à la clientèle d'Énergie NB, à l'exception des abonnés des régions rurales, dont la redevance d'abonnement mensuelle est fixée à 21,63 dollars, soit 1,90 dollar de plus que les clients vivant en ville. Les tarifs sont établis en fonction du type de consommateur et du volume de consommation. Les tarifs varient le plus souvent en bloc, afin de protéger l’interfinancement qui s’opère notamment entre les clients résidentiels, commerciaux et industriels.